# Хлёсткина, Дарья Вячеславовна
Дарья Вячеславовна Хлёсткина (8 октября 1973, Москва — 3 января 2015, Амстердам) — режиссёр полнометражного документального фильма «Последний лимузин», который был признан лучшим полнометражным фильмом на Артдокфесте-2013. Стал лауреатом национальной премии «Лавровая ветвь» в номинации «Лучший кинофильм». В 2014 году фильм «Последний лимузин» получил приз на фестивале имени Андрея Тарковского «Зеркало».

## Биография
В 2009 году окончила мастерскую Марины Разбежкиной.
Скончалась 3 января 2015 года в Амстердаме после продолжительной болезни.